# Nagygyimót
Nagygyimót là một thị trấn thuộc hạt Veszprém, Hungary. Thị trấn này có diện tích 23,44 km², dân số năm 2010 là 537 người, mật độ 23 người/km².